# Arthaldeus pascuellus
Arthaldeus pascuellus är en insektsart som först beskrevs av Carl Fredrik Fallén 1826.  Arthaldeus pascuellus ingår i släktet Arthaldeus, och familjen dvärgstritar. Arten är reproducerande i Sverige.